# Maria Chiara Rosso
Maria Chiara Rosso (Busachi, 16 aprile 1941) è una politica italiana.

## Biografia
Impiegata, esponente della Democrazia Cristiana. Candidata alle elezioni politiche del 1979 senza risultare eletta, ha fatto parte della Camera dei deputati negli ultimi otto mesi della VIII legislatura della Repubblica Italiana dopo le dimissioni del collega Carlo Molè, restando in carica dal novembre 1982 al luglio 1983.